# Леонид са седам мученица
Свети мученик Леонид је хришћански светитељ, са њим се славе и мученице Хариеса, Никија, Галина, Калида, Нунехија, Василиса и Теодора. Хришћани верују да су они бачени али их море није примило и да су они ишли по води. Онда су им незнабошци видећи их тако везали камење за врат и поново их бацили у дубину морску, и потопили. Сви су чесно пострадали за Христа 281. године.
Српска православна црква слави их 16. априла по црквеном, а 29. априла по грегоријанском календару.